# Прилучная, Юлия Олеговна
Юлия Олеговна Прилучная (24 февраля 1986) — российская футболистка, полузащитница.

## Биография
С 2003 года выступала на взрослом уровне за клуб «Нева» (Санкт-Петербург). В 2003 и 2004 годах становилась бронзовым призёром первого дивизиона, в 2005 году со своим клубом играла в высшем дивизионе. В 2006 году, после расформирования «Невы» перешла в другой петербургский клуб высшей лиги — «Аврора». С 2007 года в течение нескольких лет играла в первом дивизионе за петербургскую «Искру», последние матчи провела в 2010 году.
В дальнейшем играла за клубы Петербурга по футболу и мини-футболу на уровне чемпионата города, была одним из лучших бомбардиров мини-футбольных соревнований.